# Elizabeth Loftus
Elizabeth F. Loftus, née Elizabeth Fishman le 16 octobre 1944 à Los Angeles,,, est une psychologue cognitiviste américaine, spécialiste de la mémoire humaine.
Elle mène d'abondantes recherches sur la malléabilité des souvenirs. Elizabeth Loftus est surtout connue pour son travail pionnier sur l'effet de désinformation sur les souvenirs et les témoignages, ainsi que sur la fabrication et le fonctionnement des faux souvenirs, y compris des souvenirs retrouvés (en) d'abus sexuel durant l'enfance. En plus de son travail prolifique en laboratoire, elle s'implique dans la sensibilisation du personnel judiciaire aux résultats de ses recherches. Elle est consultée ou fournit des témoignages en tant qu'experte sur des centaines de dossiers,.
Elle est reconnue dans le monde entier pour son travail et reçoit de nombreux prix et titres honorifiques. En 2002, elle est classée 58e sur la liste des 100 chercheurs en psychologie les plus influents du XXe siècle de la Revue de psychologie générale (US).

## Biographie
Elle  grandit à Bel Air en Californie. Son père, Sidney Fishman, est médecin, sa mère Rebecca est bibliothécaire et se noie alors qu'Elizabeth a 14 ans,. En 1968, Elizabeth Loftus épouse le psychologue Geoffrey Loftus. Leur divorce en 1991 ne les empêche pas de rester amis,. Le couple n'a pas d'enfant,.

## Carrière
Elle a obtenu une licence (Bachelor of Arts) en « mathématiques et psychologie » avec mention très bien à l'Université de Californie (Los Angeles) en 1966, puis une maîtrise en 1967 et un doctorat en 1970 à l'Université Stanford, toujours en mathématiques et psychologie. Elle était la seule femme de sa promotion. Sa thèse était intitulée « Analyse des variables structurelles qui déterminent les difficultés de résolution de problèmes sur un téléscripteur relié à un ordinateur. » Elle a décroché son premier poste universitaire en 1970 à la New School for Social Research à New York. Ses recherches portaient à l'époque sur l'organisation de l'information sémantique dans la mémoire à long terme. Elle s'est cependant vite rendu compte qu'elle préférait faire de la recherche sur des sujets à composante plus sociale. Elle attribue en partie cette aspiration nouvelle à une conversation dans laquelle l'une de ses connaissances, à qui elle décrivait ses découvertes sur la mémoire sémantique, s'était demandé si l'intérêt de cette recherche en justifiait le coût.

### L'effet de désinformation
En 1973, elle a accepté un poste de maître de conférences à l'Université de Washington, ce qui lui a permis d'entamer une nouvelle série de recherches sur la façon dont la mémoire fonctionne dans le monde réel,,. Ces recherches constitueront le point de départ de l'étude empirique des témoignages oculaires. L'une des premières études qu'elle a menées était celle sur la reconstitution de l'accident de voiture (en), dans laquelle elle a constaté que la façon dont les questions étaient formulées modifiait les souvenirs que les sujets rapportaient,. Elle a ensuite cherché à déterminer si des questions orientées ou la présentation d'informations trompeuses sous d'autres formes pouvaient également affecter le souvenir que les gens gardaient de l'événement d'origine. Pour le savoir, elle a développé le concept d'effet de désinformation, qui a servi à démontrer que les souvenirs des témoins oculaires sont modifiés après qu'ils ont été exposés à des informations incorrectes sur un événement. La mémoire est donc très malléable et vulnérable à la suggestion,,. L'effet de désinformation est devenu l'un des effets les plus célèbres et influents en psychologie. Ces premiers travaux ont été suivis des centaines d'autres études portant sur les facteurs qui améliorent ou dégradent l'exactitude des souvenirs et sur les mécanismes cognitifs sous-jacents à cet effet,.

### Témoignages en tant qu'experte
Elizabeth Loftus est intervenue auprès de tribunaux en tant que témoin et conseillère sur de nombreux dossiers, pour parler de la fiabilité de la mémoire des témoins,,. Cette implication directe dans les rouages du système judiciaire concernant l'application de son propre travail a débuté à la suite d'un article qu'elle a publié en 1974. Cet article examinait les rapports entre les résultats des recherches en psychologie et les dépositions de témoins dans un procès d'assassinat auquel elle avait assisté,,, et dans lequel les souvenirs contradictoires des témoins ont joué un rôle clé. Des avocats qui ont lu l'article se sont mis à prendre contact avec elle pour qu'elle apporte son expertise concernant certains de leurs dossiers, et des juges lui ont demandé d'animer des séminaires de sensibilisation sur les dépositions de témoins. C'est ainsi qu'elle a commencé à former des praticiens du droit,. En 1975, elle a créé un précédent juridique dans l'État de Washington en apportant le premier témoignage d'experte à propos de la fiabilité de la mémoire des témoins (en particulier concernant l'identification d'un individu par un témoin oculaire),. Elle a depuis témoigné dans plus de 250 dossiers et été consultées pour de nombreux autres,.
Parmi les procès notables auxquels elle a participé en tant qu'experte, citons O.J. Simpson, la maternelle McMartin, les tueurs Ted Bundy, Willie Mak (en), et Angelo Bueno (en), l'opération Abscam, le procès d'Oliver North, celui des policiers impliqués dans le lynchage de Rodney King, les frères Menendez, les procédures sur la guerre en Bosnie à La Haye, l'attentat d'Oklahoma City, et des litiges impliquant Michael Jackson, Martha Stewart, Lewis «Scooter» Libby et l'équipe de crosse de l'Université Duke,,,,.

### Les guerres de la mémoire
Au début des années 1990, les travaux de Loftus se sont concentrés sur la recherche de techniques permettant d'implanter de faux souvenirs détaillés d'événements qui n'ont jamais eu lieu. Elle a choisi d'approfondir ce nouveau sujet de recherche à la suite d'une affaire dans laquelle elle avait été sollicitée en tant qu'experte en 1990,,,. La seule raison d'être de cette affaire impliquant George Franklin reposait sur une accusation de meurtre par sa fille, Eileen Franklin-Lipsker. Elle racontait qu'elle avait longtemps refoulé le souvenir d'avoir assisté, vingt ans plus tôt, alors qu'elle avait 6 ans, au viol et au meurtre de son amie du même âge, Susan Nason, par son père. Elle prétendait avoir récemment retrouvé la mémoire grâce à une thérapie psychanalytique,,. Loftus a témoigné à propos de la malléabilité de la mémoire, mais a dû concéder qu'elle ne pouvait citer aucune recherche sur ce type particulier de souvenir qu'Eileen Franklin-Lipsker prétendait avoir. George Franklin a d'abord été reconnu coupable, puis relaxé en appel en 1996,,.
À cette époque, de nombreux autres cas d'accusations basées sur ce genre de souvenirs, d'abord refoulés à la suite d'un traumatisme puis retrouvés, étaient également en débat, dans et hors des tribunaux. Loftus a d'abord cherché à savoir si certains de ces souvenirs retrouvés pouvaient être en réalité de faux souvenirs, fabriqués grâce aux techniques de suggestions que certains thérapeutes utilisaient à l'époque et dont certains livres d'autothérapie faisaient la promotion,,. Sur le plan éthique, elle ne pouvait pas tenter, même dans le cadre de ses recherches, de convaincre des individus qu'ils avaient été abusés sexuellement dans leur enfance par un membre de la famille. Elle a donc dû mettre au point un scénario faisant intervenir un traumatisme dans l'enfance qui n'aurait pas ultérieurement de conséquences néfastes sur les sujets. Ainsi est née la technique « perdu dans un centre commercial », qui consiste à tenter d'implanter le faux souvenir d'avoir été perdu au centre commercial durant l'enfance. Le but était de vérifier si une discussion sur un évènement fictif pouvait produire un « souvenir » de ce qui ne s'était jamais produit. Dans sa première étude, Loftus a constaté que 25 % des sujets se sont effectivement approprié un faux souvenir,. Cette technique « perdu au centre commercial » a ensuite connu des étoffements et des variantes, qui ont permis de montrer qu'en moyenne un tiers des sujets sont susceptibles de terminer l'expérience convaincus d'avoir vécu durant l'enfance des évènements, même très traumatisants, voire impossibles, qui n'avaient jamais eu lieu. Ces travaux de Loftus ont été utilisés devant des tribunaux pour contrebalancer des preuves basées sur un recouvrement de mémoire, ce qui a provoqué l'adoption d'exigences plus strictes sur la prise en compte dans les procès de souvenirs retrouvés, ainsi que sur la nécessité d'apporter des preuves qui corroborent ces souvenirs. De plus, certains États ont interdit d'entamer des poursuites basées uniquement sur un témoignage issu d'un recouvrement de mémoire, et les sociétés d'assurance sont devenues plus réticentes à assurer les thérapeutes contre d'éventuelles poursuites pour faute professionnelle liées à des souvenirs retrouvés,,.

### Critiques et harcèlement liés à ses recherches
La première des études où Elizabeth Loftus utilisait la technique « perdu dans un centre commercial » a été critiquée au niveau éthique par Lynn Crook et Martha Dean concernant la méthode de recrutement des sujets utilisés. Kenneth Pope a également fait valoir qu'elle tirait, à partir des résultats obtenus, des généralités abusives sur les faux souvenirs et les techniques thérapeutiques,. Ces écrivains ont prétendu avoir identifié des erreurs, des exagérations et des omissions dans sa recherche. Loftus a publié un article où elle réfute ces critiques et a déclaré que celles-ci semblaient être plus fondées sur des animosités personnelles que sur une véritable évaluation de sa recherche. Concernant la question éthique soulevée par la mise en place de cette étude, elle a déclaré qu'au début c'était un de ses collègues qui pilotait l'étude avec l'aide de sa fille, puis Loftus a repris l'idée pour un cours de premier cycle dont elle avait la charge. Elle a également souligné que les participants n'ont témoigné d'aucune conséquence négative au cours du suivi ultérieur à l'étude. Elle a par ailleurs fait valoir que la conception et les résultats de l'étude ont été reproduits à plusieurs reprises, ce qui démontre la solidité des conclusions. Au-delà de l'hostilité de certains de ses collègues chercheurs, Loftus a été insultée par un procureur, elle a été agressée dans un avion par un passager qui l'avait reconnue,, elle a reçu du courrier au contenu haineux et des menaces de mort,, et elle a été l'objet d'une protection particulière par des agents de sécurité au cours de certains évènements où elle prononçait un discours,.
Après avoir critiqué la théorie des souvenirs retrouvés et expliqué le fonctionnement de la mémoire, après avoir témoigné à propos de fausses allégations d'abus sexuels sur des enfants pendant la période dite « d'hystérie sur les abus sexuels dans des crèches » aux États-Unis, Loftus a fait l'objet de harcèlement sur Internet par la théoricienne du complot Diana Napolis, qui était persuadée que Loftus était adepte des rituels sataniques criminels et bénéficiait de complicités pour dissimuler ces crimes dans le cadre d'un vaste complot.

### L'affaire Jane Doe
L'affaire qui a sans doute eu le plus grand impact négatif sur Loftus est l'affaire Jane Doe (dont le vrai nom est Nicole Taus). En 1997, David Corwin (en) et sa collègue Erna Olafson ont publié une étude de cas sur un souvenir retrouvé (en), précis et apparemment de bonne foi, d'abus sexuel durant l'enfance,. Sceptiques, Loftus et son collègue Melvin Guyer ont décidé d'enquêter. Grâce à des documents publics et à des entretiens avec des connaissances de Taus, ils ont découvert des éléments que Corwin n'avait pas inclus dans son article. Ils pensaient que ces éléments suggéraient fortement que le souvenir d'abus sexuel de Taus était faux,,. Alors que Loftus et Guyer menaient leur enquête, Taus a pris contact avec l'Université de Washington et a accusé Loftus de violer sa vie privée,,. En conséquence, l'université a confisqué les fichiers de Loftus et a diligenté une enquête sur elle qui a duré 21 mois, lui interdisant de faire savoir ses conclusions pendant cette procédure,,,. Finalement, elle a été totalement disculpée par l'université, ce qui lui a permis de publier ses conclusions, en 2002,,.
En 2003, Loftus, l'Université de Washington et quelques autres personnes ont été l'objet de poursuites par Taus concernant la publication de 2002,. Parmi les motifs initiaux se trouvent les suivants : violation de la vie privée, diffamation, fraude et « infliction (?) non intentionnelle de détresse émotionnelle ». 21 chefs d'accusation au total,. Cependant, en février 2007, la Cour suprême de Californie a rejeté l'ensemble de ces chefs d'accusation sauf un, au motif que cette liste d'accusations était stratégiquement conçue pour intimider judiciairement,. Le seul élément restant reposait sur l'affirmation par Taus que Loftus s'était présentée à tort comme le directeur de thèse de Corwin pour un entretien avec la mère adoptive de Taus. L'affaire a été réglée grâce à un gros chèque en août 2007, lorsque la compagnie d'assurances de Loftus a préféré verser 7 500 $ plutôt que de couvrir le coût d'un procès pour cette allégation. Taus a ensuite été condamnée à payer les frais juridiques de tous les accusés qui s'élevaient à 450 578,50 $. Taus a fait appel de cette décision. Loftus a publié sa propre analyse de l'affaire en 2009,.
En 2002, Loftus a quitté l'Université de Washington et la maison qu'elle habitait à Seattle depuis 29 ans pour aller travailler à l'Université de Californie à Irvine (UCI), où elle est professeur émérite d'écologie sociale, ainsi que professeur de droit et des sciences cognitives dans les départements de psychologie et comportement social, de criminologie, de droit et d'études sociétales,. Elle est également directrice du Centre de psychologie et de droit, ainsi que membre du Centre de neurobiologie de l'apprentissage et de la mémoire.
Depuis son arrivée à l'UCI, Loftus a axé ses recherches sur les conséquences comportementales et les avantages potentiels de faux souvenirs, tels que leur capacité à diminuer l'envie de manger certains aliments,,.

## Honneurs et distinctions
Quelques-unes de ses distinctions :
- 1991 - Membre honoraire à vie de la Société britannique de psychologie
- 1997 - Prix James McKeen Cattell décerné par l'Association de psychologie scientifique
- 2001 - Prix William James décerné par l'Association de psychologie scientifique
- 2003 - Prix de l'application scientifique de la psychologie par l'association américaine de psychologie
- 2003 - Membre élu de l'Académie américaine des arts et des sciences
- 2004 - Élue à l'Académie nationale des sciences (États-Unis)
- 2010 - Prix de la liberté et de la responsabilité scientifiques décerné par l'Association américaine pour le progrès des sciences

Dans son discours de réception de ce Prix de la liberté et de la responsabilité scientifiques, Loftus a déclaré que le mot « liberté » avait un sens particulièrement important pour elle, car lorsqu'elle a commencé à s'intéresser aux souvenirs refoulés, elle n'imaginait pas du tout que pour cette raison elle deviendrait « la cible d'invectives incessantes et de harcèlement en bande organisée ». Elle pense que la science est menacée dans le monde actuel, et que si les scientifiques veulent préserver leur liberté, ils doivent savoir dénoncer « ces croyances les plus largement partagées qui reposent sur des mythes sans fondements ».
Elizabeth Loftus a été présidente de l'Association de psychologie scientifique (1998–99). Elle est membre du conseil exécutif du Committee for Skeptical Inquiry, et de la Société des psychologues expérimentaux depuis 1990.

## Publications
Elizabeth Loftus est autrice ou contributrice de nombreuses publications, dont 24 ouvrages et plus de 500 articles de revues scientifiques. Son quatrième livre, Les témoins oculaires (Eyewitness Testimony), a reçu le Prix des médias nationaux de la Fondation américaine de psychologie en 1980.

### Articles principaux
- E.F. Loftus, « Reconstructing memory: The incredible eyewitness », Psychology Today, vol. 8,‎ 1974, p. 116–119
- E.F. Loftus et J.C. Palmer, « Reconstruction of automobile destruction: An example of the interaction between language and memory », Journal of Verbal Learning and Verbal Behavior, vol. 13,‎ 1974, p. 585–589 (DOI 10.1016/S0022-5371(74)80011-3)
- E.F. Loftus, « Leading questions and the eyewitness report », Cognitive Psychology, vol. 7,‎ 1975, p. 560–572 (DOI 10.1016/0010-0285(75)90023-7)
- E.F. Loftus, D.G. Miller et H.J. Burns, « Semantic integration of verbal information into a visual memory », Journal of Experimental Psychology: Human Learning and Memory, vol. 4,‎ 1978, p. 19–31 (DOI 10.1037/0278-7393.4.1.19)
- E.F. Loftus, « The malleability of human memory », American Scientist, vol. 67,‎ 1979, p. 312–320
- E.F. Loftus, « Silence is not golden », American Psychologist, vol. 38,‎ 1983, p. 564–572 (DOI 10.1037/0003-066x.38.5.564)
- S. Christianson et E.F. Loftus, « Memory for traumatic events », Applied Cognitive Psychology, vol. 1,‎ 1987, p. 225–239 (DOI 10.1002/acp.2350010402)
- E.F. Loftus et H.G. Hoffman, « Misinformation and memory: The creation of memory », Journal of Experimental Psychology: General, vol. 118,‎ 1989, p. 100–104
- E.F Loftus, « The glitter of everyday memory...and the gold », American Psychologist, vol. 46, no 1,‎ janvier 1991, p. 16–18 (PMID 1996855, DOI 10.1037/0003-066X.46.1.16)
- E.F. Loftus, « The reality of repressed memories », American Psychologist, vol. 48,‎ 1993, p. 518–537 (DOI 10.1037/0003-066x.48.5.518)
- E.F. Loftus, M. Garry et J. Feldman, « Forgetting sexual trauma », Journal of Consulting and Clinical Psychology, vol. 62,‎ 1994, p. 1177–1181 (DOI 10.1037/0022-006x.62.6.1177)
- E.F. Loftus et J.E. Pickrell, « The formation of false memories », Psychiatric Annals, vol. 25,‎ 1995, p. 720–725
- E.F. Loftus, « Remembering dangerously », Skeptical Inquirer, vol. 19,‎ 1995, p. 20–29
- M. Garry, C. Manning, E.F. Loftus et S.J. Sherman, « Imagination Inflation: Imagining a childhood event inflates confidence that it occurred », Psychonomic Bulletin and Review, vol. 3,‎ 1996, p. 208–214 (DOI 10.3758/bf03212420)
- E.F. Loftus, « Illusions of Memory », Proceedings of the American Philosophical Society, vol. 142,‎ 1998, p. 60–73
- E.F. Loftus, « Lost in the mall: Misrepresentations and misunderstandings », Ethics & Behavior, vol. 9, no 1,‎ 1999, p. 51–60 (PMID 11657488, DOI 10.1207/s15327019eb0901_4)
- G.A.L. Mazzoni, E.F. Loftus et I. Kirsch, « Changing beliefs about implausible autobiographical events », Journal of Experimental Psychology: Applied, vol. 7, no 1,‎ 2001, p. 51–59 (DOI 10.1037/1076-898x.7.1.51)
- E.F. Loftus et M. Guyer, « Who abused Jane Doe?: The hazards of the single case history. Part I », Skeptical Inquirer, vol. 26, no 3,‎ may–june 2002, p. 24–32
- E. F. Loftus et M. J. Guyer, « Who abused Jane Doe? Part II », Skeptical Inquirer, vol. 26, no 4,‎ july–august 2002, p. 37–40, 44
- D.M. Bernstein, C. Laney, E.K. Morris et E.F. Loftus, « False beliefs about fattening foods can have healthy consequences », Proceedings of the National Academy of Sciences, vol. 102,‎ 2005, p. 13724–13731 (PMID 16079200, PMCID 1236554, DOI 10.1073/pnas.0504869102)
- S.R. Berkowitz, C. Laney, E.K. Morris, M. Garry et E. F. Loftus, « Pluto Behaving Badly:  False beliefs and their consequences », American Journal of Psychology, vol. 121,‎ 2008, p. 643–660 (DOI 10.2307/20445490)

### Livres
- Learning. Mednick, S.A., Pollio, R. H. & Loftus, E.F. (1973). Englewood Cliffs, NJ: Prentice-Hall.
- Human Memory: The Processing of Information. Loftus, G.R. & Loftus, E.F. (1976) Hillsdale, NJ: Erlbaum Associates.
- Cognitive Processes. Bourne, L.E., Dominowski, R. L., & Loftus, E.F. (1979). Englewood Cliffs, NJ: Prentice-Hall.
- Eyewitness Testimony. Loftus, E.F. (1979). Cambridge, MA: Harvard University Press. (National Media Award, Distinguished Contribution, 1980). (Reissued with new Preface in 1996).
- Memory. Loftus, E.F. (1980). Reading, MA: Addison-Wesley. (Reprinted by NY: Ardsley Press 1988).
- Psychology. Wortman, C.B. & Loftus, E.F. (1981). New York: Random House (Knopf).
- Essence of Statistics. Loftus, G.R. & Loftus, E.F. (1982). Monterey, CA: Brooks/Cole.
- Psychology Today Bootzin, R., Loftus, E., & Zajonc, R. (1983). (5th ed.). NY: Random House.
- Mind at Play. Loftus, G.R. & Loftus, E.F. (1983). New York: Basic Books.
- Eyewitness Testimony — Psychological perspectives. Wells, G. & Loftus, E.F. (Eds.) (1984). NY: Cambridge University Press.
- Psychology (2d ed.) Wortman, C.B. & Loftus, E.F. (1985). NY: Random House (Knopf).
- Cognitive Processes. Bourne, L.E., Dominowski, R.L., Loftus, E.F., & Healy, A. (1986). Englewood Cliffs: Prentice-Hall.
- Eyewitness Testimony: Civil and Criminal. Loftus, E.F. & Doyle, J. (1987). NY: Kluwer.
- Statistics. Loftus, G.R. & Loftus, E.F. (1988). New York: Random House.
- Psychology (3rd ed.). Wortman, C.B. & Loftus, E.F. (1988). NY: Random House (Knopf).
- Witness for the Defense; The Accused, the Eyewitness, and the Expert Who Puts Memory on Trial Loftus, E.F. & Ketcham, K. (1991) NY: St. Martin’s Press.
- Psychology (4th ed.) Wortman, C.B. & Loftus, E.F. (1992) NY: McGraw Hill.
- Eyewitness Testimony - Civil and Criminal. Loftus, E.F. & Doyle, J.M. (1992) Charlottesville, VA: The Michie Co.
- The Myth of Repressed Memory. Loftus, E.F. & Ketcham, K. (1994) NY: St. Martin’s Press.
- Eyewitness testimony: Civil & Criminal, 3rd edition. Loftus, E.F. & Doyle, J.M. (1997) Charlottesville, Va: Lexis Law Publishing.
- Psychology (5th edition). Wortman, C.B., Loftus, E.F., & Weaver, C. (1999) NY: McGraw Hill.
- Eyewitness testimony: Civil & Criminal, 4th edition. Loftus, E.F., Doyle, J.M. & Dysert, J. (2008) Charlottesville, Va: Lexis Law Publishing. (482 pages)